# Baltische Flotte
Die Baltische Flotte bzw. Baltische Rotbannerflotte (russisch Балтийский флот; transkribiert Baltijskij flot) ist eine von vier Hochsee-Flotten der russischen Marine. Sie ist in der Ostsee stationiert. Ihr Hauptstützpunkt ist Baltijsk bei Kaliningrad, das Hauptquartier befindet sich in Kaliningrad.

## Geschichte

### Zarenzeit
Die Baltische Flotte ist der älteste Teil der russischen Marine und wurde 1696 durch Zar Peter I. gegründet, erster Oberkommandierender wurde 1704 Cornelius Cruys. In ihrer langen Geschichte war sie erst Teil der zaristischen, dann der sowjetischen und heute der russischen Marine.
Im Russisch-Japanischen Krieg 1904/05 wurde ein großer Teil der Flotte als „Zweites Pazifik-Geschwader“ zur Unterstützung der Pazifischen Flotte in den Pazifik geschickt und dort in der Schlacht von Tsushima vernichtet. Dadurch wurde nicht nur Russlands Macht in Ostasien gebrochen, sondern auch seine Seemacht in der Ostsee. Als Folge kam es zur Russischen Revolution von 1905, an der auch meuternde Matrosen der Baltischen Flotte beteiligt waren.
Obwohl sie zahlenmäßig überlegen war, trat sie im Ersten Weltkrieg entgegen den Vorstellungen ihres ersten Befehlshabers Admiral Nikolai von Essen nie zur Offensive in der Ostsee an, sondern wurde von deutschen Kräften unter Prinz Heinrich von Preußen bis zum Kriegsende weitgehend blockiert und so zur Untätigkeit gezwungen. Dies war einerseits den naturräumlichen Gegebenheiten geschuldet (die nördliche Ostsee friert ab November bis zu fünf Monate zu) und andererseits den defensiven Vorstellungen des Genmor (Generalstabs der Marine), der auf einer defensiven Kriegsführung mit Rückhalt der Seefestung Imperator Peter der Große abzielte. Zudem sollten die modernen großen Einheiten nicht unnötigen Risiken ausgesetzt werden. Der Seekrieg in der Ostsee erschöpfte sich entsprechend den Vorgaben damit hauptsächlich in sporadischen Aktionen von Zerstörern sowie dem Handelskrieg mit U-Booten. Diesen gelang es nicht, die für das Deutsche Reich lebensnotwendige Eisenerz-Zufuhr aus Schweden zu unterbinden. Seit 1915 gab es Probleme mit der Disziplin der Mannschaften; häufiger ermordeten Mannschaftsdienstgrade Offiziere. An der Oktoberrevolution 1917 waren Matrosen der Baltischen Flotte maßgeblich beteiligt. Den Startschuss feuerte am 25. Oktober der Kreuzer Aurora ab, der noch heute als Museumsschiff in Sankt Petersburg liegt.

### Sowjetzeit

#### Interventionskrieg
Während des Bürgerkrieges führte die britische Royal Navy in den Jahren 1918/19 einen regelrechten Seekrieg gegen die baltische Flotte, der nur wegen des mangelnden Klarstandes der Roten Flotte nicht weiter ausuferte. Am 17./18. August 1918 griffen britische Torpedoboote bei einem gleichzeitigen Flugzeugangriff, der die Geräusche der Schnellbootmotoren überdeckte, den Hafen von Kronstadt an und konnten zwei Linienschiffe versenken. Bei den Kämpfen verlor die britische Marine einen Kreuzer, zwei Zerstörer, zwei Minensuchboote, ein U-Boot, 8 Torpedoboote und drei Hilfsschiffe. Die sowjetische Seite verlor zwei Linienschiffe, einen Kreuzer und drei Zerstörer. Darüber hinaus wurde eine größere Anzahl von Kriegsschiffen durch Waffenwirkung, Auflaufen, Kollision usw. beschädigt. Die Royal Navy griff regelmäßig in die Landkämpfe ein und beschoss bolschewistische Stellungen und versorgte die konterrevolutionären Truppen mit Waffen und Material. Die britischen Schiffe wurden regelmäßig durch neue Verbände abgelöst, da die Besatzungen nach vier Jahren Krieg nach Hause strebten und man zudem befürchtete sie könnten vom „bolschewistischen Bazillus“ infiziert werden.

#### Zwischenkriegszeit
Die Flotte wurde Teil der Sowjetischen Marine und erhielt 1935 aufgrund der Verleihung des Rotbannerordens die Bezeichnung Baltische Rotbannerflotte. Im April 1939 wurde Wladimir Tribuz (russisch Влади́мир Три́буц) bis 1947 ihr Oberbefehlshaber.
Im Winterkrieg gegen Finnland 1939/40 hatte sie wegen Nachschubproblemen, technischen Unzulänglichkeiten, schlechtem Ausbildungsniveau und mangelnder Aufklärung keinen Einfluss auf den Verlauf der Kämpfe. So warfen Flugzeuge der Flotte rund 64,5 Tonnen Bomben auf Inseln im Finnischen Meerbusen ab, die jedoch größtenteils evakuiert worden waren. Die einzige Küstenbatterie der Finnen auf den Inseln wurde durch diese Angriffe nicht ausgeschaltet. Ende Dezember kamen die Flottenoperationen durch Packeis weitgehend zum Stillstand.
Im Frieden von Moskau (März 1940) wurde die Halbinsel Hanko, die im Südwesten Finnlands günstig am Eingang des Finnischen Meerbusen liegt, für 30 Jahre als Flottenbasis an die Sowjetunion verpachtet.
Im Sommer 1940 besetzte die Sowjetunion die baltischen Staaten und gewann dadurch die schon ab 1939 durch Kooperationsverträge genutzten Häfen Tallinn in Estland und Liepāja (deutsch Libau) in Lettland.

#### Zweiter Weltkrieg
Die Baltische Rotbannerflotte band im Zweiten Weltkrieg „beträchtliche“ deutsche Seestreitkräfte. Allein zum Minensuchen und zur U-Boot-Jagd mussten 9 Flottillen in die Ostsee verlegt werden. Mit Minenlegern waren dies über 100 Fahrzeuge, was etwa einem Drittel der in westlichen Küstengewässern eingesetzten Kräfte entsprach. Drei Jahre lang führte sie eine „energische und wirkungsvolle Rolle“ bei der Verteidigung Leningrads, Kronstadts und des Brückenkopfes Oranienbaum.
1942 gelang es sowjetischen U-Booten – bei insgesamt wenigstens 30 Versuchen – 21-mal, die deutschen Seesperren, die den Finnischen Meerbusen abriegelten, zu durchbrechen und in die Ostsee zu gelangen. Diese Durchbrüche waren eine besondere Leistung, da die Besatzungen „tapfer, befehlsgetreu und mit großen Geschick diese schwierige Aufgabe lösten“. 1943 gelang wegen der ausgebrachten deutsch/finnischen Netzsperre kein Ausbruch in die Ostsee. Nach sowjetischen Angaben vernichteten die U-Boote, Torpedoboote und Marinefliegerkräfte der Rotbannerflotte in der Ostsee 624 Transportschiffe mit zusammen 1.598.411 BRT. Zusammenstellungen westlicher Fachleute kommen auf eine etwa halb so große Zahl.
Im Juni 1941 bestand die Flotte aus folgenden Schiffen:
- 2 Schlachtschiffe der Gangut-Klasse: Oktjabrskaja Rewoljuzija und Marat
- 2 Kreuzer der Kirow-Klasse: Kirow und Maxim Gorki
- 1 unfertiger Kreuzer der deutschen Admiral-Hipper-Klasse: Petropawlowsk
- 2 Flottillenführer der Leningrad-Klasse: Leningrad und Minsk
- 12 moderne Zerstörer
- 7 alte Zerstörer: Jakow Swerdlow, Kalinin, Wolodarski, Artjom, Engels, Lenin und Karl Marx
- 66 U-Boote: 14 der S-Klasse, 3 der L-Klasse, 21 der M-Klasse, 17 der Schtsch-Klasse, 4 der K-Klasse, 3 der P-Klasse, 2 der Kalev-Klasse (Kalev und Lembit) und 2 der Ronis-Klasse
- 7 Kanonenboote (u. a. Krasnoje Snamja, Krasnaja Swesda)
- 39 Minensuchboote
- 48 Torpedoboote

Der schnelle deutsche Vormarsch entzog der Rotbannerflotte 1941 die erst kurz zuvor in Besitz genommenen Stützpunkte im Baltikum. Zu sehr großen Verlusten kam es bei der Evakuierung von Tallinn ab dem 27. August 1941. Die Sowjetarmee zog ihre 25.000 Soldaten von Hanko ab und im Dezember rückten finnische Truppen ein. Die meisten Schiffe waren ab September in Leningrad eingeschlossen und halfen mit ihren Geschützen bei der Verteidigung der belagerten Stadt. Das Schlachtschiff Marat sank am 23. September 1941 nach schweren Bombentreffern in Kronstadt am Kai, konnte aber noch als feste Batterie verwendet werden und bildete den ganzen Krieg hindurch das Rückgrat der sowjetischen Verteidigung.
Am 4. und 5. April 1942 griffen im Rahmen des Unternehmens Eisstoß Teile des Kampfgeschwaders 1, zusammen mit Teilen der Sturzkampfgeschwader 1 und 2, des Kampfgeschwaders 4 und des Jagdgeschwaders 54 Kriegsschiffe der Baltischen Flotte im Leningrader Hafen an. Dabei wurden beschädigt das Schlachtschiff Oktjabrskaja Rewoljuzija durch vier Bombentreffer, der Kreuzer Maksim Gorki durch sieben Treffer mittleren Kalibers, die Kreuzer Kirow und Petropawlowsk und der Zerstörer Silny durch je einen schweren Treffer, sowie der Zerstörer Grosjaschtschi, der Minenleger Marti und das Schulschiff Swir durch leichtere Treffer. Beschädigt wurden außerdem die Zerstörer Stoyki und Swirepy sowie die Unterseeboote M-79, P-2 und P-3. Es gelang der Luftwaffe jedoch nie, die Flotte auszuschalten. In einer Lagebesprechung am 10. März 1943 im Hauptquartier der Heeresgruppe Süd in Saporoshje äußerte Hitler:

„Das ist ja alles lächerlich! Man sollte es kaum für möglich halten, aber es ist doch so, daß die Luftwaffe es bisher nicht verhindern konnte, daß der Russe seit nun 1½ Jahren mit seinen Kriegsschiffen und der Artillerie aus dem 12 km  entfernt liegenden Kronstadt nach wie vor fröhlich auf unsere Stellungen schießt.“

Friedrich Ruge schreibt, dass es etwas „überrascht“, dass die Artillerie keines der Schiffe, die so oft die deutschen Stellungen beschossen, ausschalten konnte.
Erst nach dem Ende der Belagerung im Januar 1944 begannen einzelne Operationen gegen schwächere deutsche Kräfte im Baltikum. Bekannt wurden die Versenkungen der Flüchtlingsschiffe Wilhelm Gustloff, Steuben und Goya 1945 durch sowjetische U-Boote, bei denen bis zu 20.000 Menschen ums Leben kamen.

#### 1945 bis 1990
Nach dem Zweiten Weltkrieg war die Baltische Rotbannerflotte Teil der Streitkräfte des Warschauer Pakts. Sie bezog ein neues Hauptquartier in Baltijsk bei Kaliningrad. Mit der Polnischen Seekriegsflotte und der Volksmarine der DDR bildete die Baltische Flotte die Verbündeten Ostseeflotten, die im Kriegsfall als Vereinigte Ostseeflotte aktiv werden sollten. Die Führung der Verbündeten Ostseeflotten lag bei der Baltischen Flotte. Ihre Aufgabe war außer dem Schutz eigener Küsten hauptsächlich offensiv. Insbesondere war sie dafür ausgestattet, amphibische Operationen gegen die Küsten Westdeutschlands, Dänemarks oder anderer Ostseeanliegerstaaten auszuführen. Dafür stand ihr eine große Zahl von Landungsschiffen und anderen Kriegsschiffen zur Verfügung.
Da die Staaten der NATO mit ihren Marinen die Ostseeausgänge beherrschten (siehe auch Bundesmarine), wäre die Baltische Flotte während des Kalten Krieges weitgehend von einem auch im Kriegsfall freien Zugang zum Atlantik abgeschnitten gewesen. Die Sowjetunion sah sich deshalb spätestens nach der deutschen Wiederbewaffnung 1956 gezwungen, die Basen für einen Teil ihrer Schiffe – insbesondere der strategischen U-Boote – in das Nordmeer zu verlegen. In dem Maße, wie die Bedeutung der Nordflotte wuchs, sank die der Baltischen Flotte. Allerdings blieben die Häfen in der Ostsee mit ihren leistungsfähigen Werften auch für die Nordflotte wichtig, deren Schiffe hier ihre Grundinstandsetzungen erhielten.

### Russische Föderation
Als Folge der Auflösung der Sowjetunion wurden die Basen der Baltischen Flotte in Estland, Lettland und Litauen geräumt, so dass nur die Oblast Kaliningrad als weitgehend eisfreier Zugang zur Ostsee übrig blieb. Diese zwischen Polen und Litauen gelegene Exklave ist seither allerdings von Russland abgeschnitten – in ihr ist die leistungsfähige Jantar-Werft beheimatet. Die größten und wichtigsten Marinewerften befinden sich auch weiterhin im Raum Sankt Petersburg. Dazu befinden sich zwei große Stützpunkte der Baltischen Flotte in Kronstadt, einer auf der Insel Kotlin im Finnischen Meerbusen gelegenen Satellitenstadt etwa 29 km nordwestlich von Sankt Petersburg und dort selbst.
Als Russland 1992–1994 alle seine Truppen aus Polen und den baltischen Staaten zurückzog, wurden einige Luft-, Marine- und Bodeneinheiten in Kaliningrad stationiert, angeblich wegen Versorgungsengpässen in Russland. Das russische Beharren, Kaliningrad als schwer bewaffnete Garnison zu erhalten, rief internationale Kritik, besonders von Polen, hervor.
1996 bestanden die Operationskräfte aus 9 U-Booten, 3 Kreuzern, 2 Zerstörern, 18 Fregatten und 56 kleineren Schiffen.
Mitte 2000 bestand die Baltische Flotte aus über 100 Kampfschiffen verschiedener Typen; ihre Marinefliegergruppe war mit 112 Kampfflugzeugen ausgestattet.
Im Sommer 2016 wurde der bisherige Oberkommandierende der baltischen Flotte, Wiktor Krawtschuk, samt Stabschef und 36 weiteren Offizieren, überraschend abgelöst. Als Gründe wurden „ernsthafte Versäumnisse in der Organisation der Gefechtsbereitschaft“, „fehlende Sorge um Untergebene“ und „Verzerrungen der tatsächlichen Lage“  genannt. Unter anderem wurde auf dem der Marine gehörigem Gelände illegal Bernstein abgebaut. Neuer Oberkommandierender wurde Alexander Nossatow, zu seinem Stabschef wurde Vizeadmiral Muchametschin ernannt.
Der ukrainische Geheimdienst veröffentlichte am 8. April 2024 ein Video, das eine Explosion auf der  Korvette Serpuchow der Projekt 21631 (Bujan-M-Klasse) am Marinestützpunkt Baltisk zeigen soll. Das bei dem Angriff verursachte Feuer habe das Schiff vor allem im Inneren schwer beschädigt.

## Einheiten
Die Baltische Flotte verfügt (Stand 2024) über einen Bestand von 55 Kriegsschiffen. Ihr Hauptstützpunkt befindet sich in Baltijsk in der Oblast Kaliningrad.
- Zerstörer, Fregatten und Korvetten
  - ein Zerstörer des Projekt 956 (Sowremenny-Klasse) (Nastoitschiwy, Flaggschiff)
  - zwei Fregatten des Projekt 11540 (Neustraschimy-Klasse)
  - vier Korvetten des Projekt 20380 (Stereguschtschi-Klasse)
  - vier Korvetten des Projekt 1234 (Nanuchka-Klasse)
  - drei Korvetten des Projekt 22800 (Karakurt-Klasse)
  - vier Korvetten des Projekt 21631 (Bujan-M-Klasse)
  - sechs Korvetten des Projekts 133.1M (Parchim-Klasse)
  - fünf Korvetten der Projekt 12411 (Tarantul-Klasse)
- U-Boote
  - ein Boot des Projekt 877 (Kilo-Klasse)
- Minenabwehr- und Landungseinheiten
  - zwei Minenräumboote des Projekt 12700 (Aleksandrit-Klasse)
  - drei Minensuchboote des Projekt 1265 (Sonya-Klasse)
  - fünf Minensuchboote des Projekt 10750 (Lida-Klasse)
  - vier Landungsschiffe des Projekt 775 (Ropucha-Klasse) – teilweise an die Schwarzmeerflotte abgegeben
  - zwei Landungsschiffe des Projekt 1232.2 (Pomornik-Klasse)
  - drei Landungsboote des Projekt 21820
  - drei Landungsboote des Projekt 11770
  - drei Landungsboote des Projekt 1176 (Ondatra-Klasse)

## Baltische Flotte und Baltikum
Seit Mitte März 2015 störte die Baltische Flotte der russischen Kriegsmarine in der Ostsee viermal den Bau der Stromverbindung Nordbalt, die 700-MW-Leitung von Klaipėda (Litauen) nach Nybro in Schweden. Schwedens Außenministerin Margot Wallström bezeichnete die Zwischenfälle als inakzeptabel. Litauen bestellte den russischen Botschafter in Vilnius ins Außenministerium ein, erhielt aber offenbar keine direkten Erklärungen.

## Admiräle der Flotte
- Dmitri Nikolajewitsch Senjawin (1763–1831)
- Sinowi Petrowitsch Roschestwenski (1848–1909)
- Nikolai Ottowitsch von Essen (1860–1915)
- Alexander Wladimirowitsch Raswosow (1879–1920); letzter Befehlshaber der Baltischen Flotte vor der Oktoberrevolution
- Michail Wladimirowitsch Wiktorow (1892–1938)
- Iwan Stepanowitsch Issakow (1894–1967)
- Wladimir Filippowitsch Tribuz (1900–1977); Befehlshaber der Baltischen Flotte im Zweiten Weltkrieg
- Konstantin Walentinowitsch Makarow (1931–2011)
- Wladimir Prokofjewitsch Walujew (* 1947)
- Wiktor Petrowitsch Krawtschuk (* 1961)
- Alexander Michailowitsch Nossatow (* 1963)
- Wiktor Nikolajewitsch Liina (* 1968)
- Wladimir Michailowitsch Worobjow (* 1972)
- Sergei Wladimirowitsch Lipilin (* 1965)